# Rugby à XIII dans le monde
Le rugby à XIII est constitué d'environ quatre-vingts fédérations nationales ou territoires sur les cinq continents.
Sa pratique est assez hétérogène : une minorité de nations disposent pour le moment d'une structuration que l'on pourrait qualifier de complète : fédération nationale, équipe nationale masculine et championnat(s) régulier(s) sur leurs sols. Un nombre encore plus restreint de nations ont une équipe nationale féminine.
Son développement international obéit également à une logique propre : à la fin des années 2010, il s'appuie encore sur une approche « communautaire » : certaines équipes nationales étant construites autour de joueurs n'ayant qu'un lien indirect avec le pays représenté.
Des blocages créés par des fédérations quinzistes nationales ou même des conflits internes freinent parfois le développement du sport.
Par rapport à d'autres grandes disciplines, le rugby à XIII peine à proposer un calendrier régulier de rencontres internationales, du moins aussi étoffé que celui de son « cousin » à XV, par exemple.

## Europe
Au niveau de la correspondance entre régions géographiques et zones de la Fédération Internationale de Rugby à XIII, elle est ici presque parfaite, puisque toutes les équipes européennes font partie de la zone «  Europe ». Certes, la Turquie fait partie de la zone Europe avec seulement deux pour cent de son territoire sur ce continent, mais le classement du pays dans la zone Europe est fréquent en matière de sport international (UEFA, pour le football par exemple).
Le cas des îles britanniques mérite une précision. Si elles sont, comme dans d'autres sports, divisées en quatre « home nations » (Angleterre, Écosse, Pays de Galles et Irlande), cette situation ne date que de 2007; avant cela, le Royaume-Uni était représentée par une équipe de « Grande-Bretagne ». L'Irlande est quant à elle représentée par une seule sélection comprenant à la fois la province britannique de l'Ulster et la république d'Irlande ou Eire.
En 2022, malgré un contexte de guerre, la fédération ukrainienne poursuit ses activités.
| Pays                 | Fédération nationale                                                   | Équipe nationale masculine                   | Championnat national            |
| Albanie              | Fédération                                                             | Équipe d'Albanie de rugby à XIII             | En projet en 2021               |
| Allemagne            | Fédération                                                             | Équipe d'Allemagne de rugby à XIII           | Néant                           |
| Angleterre           | Fédération                                                             | Équipe d'Angleterre de rugby à XIII          | Championnat                     |
| Belgique             | Fédération                                                             | Équipe de Belgique de rugby à XIII           |                                 |
| Bosnie-Herzégovine   | Fédération                                                             | Équipe de Bosnie-Herzégovine de rugby à XIII | tournois informels              |
| Danemark             | Fédération                                                             | Équipe du Danemark de rugby à XIII           |                                 |
| Écosse               | Fédération                                                             | Équipe d'Écosse de rugby à XIII              | Championnat anglais             |
| Estonie              | Fédération                                                             | Équipe d'Estonie de rugby à XIII (en)        | Néant                           |
| Espagne              | Fédération                                                             | Équipe d'Espagne de rugby à XIII             | Championnat gelé en 2020        |
| France               | Fédération                                                             | Équipe de France de rugby à XIII             | Championnat                     |
| Géorgie              | Fédération                                                             | Équipe de Géorgie de rugby à XIII (en)       | Néant                           |
| Grèce                | Fédération hellène de rugby à XIII Association grecque de rugby à XIII | Équipe de Grèce de rugby à XIII              | Championnat                     |
| Lettonie             | Fédération                                                             | Équipe de Lettonie de rugby à XIII           |                                 |
| Lituanie             | Embryon de fédération                                                  | Équipe de Lituanie de rugby à XIII           |                                 |
| Hongrie              | Fédération                                                             | Équipe de Hongrie de rugby à XIII            | Championnat                     |
| Irlande              | Fédération                                                             | Équipe d'Irlande de rugby à XIII             | Championnat                     |
| Italie               | Fédération                                                             | Équipe d'Italie de rugby à XIII              | Championnat (projet en 2021)    |
| Malte                | Fédération                                                             | Équipe de Malte de rugby à XIII              | Tournois informels en 2020      |
| Macédoine du Nord    | Fédération basée en Australie                                          | Équipe de Macédoine du Nord de rugby à XIII  | néant                           |
| Moldavie             | Fédération                                                             | Équipe de Moldavie de rugby à XIII           | Activité « gelée »              |
| Norvège              |                                                                        | Équipe de Norvège de rugby à XIII            | Championnat                     |
| Pays-Bas             | Fédération                                                             | Équipe des Pays-Bas de rugby à XIII          | Championnat,                    |
| Pays de Galles       | Fédération                                                             | Équipe du Pays de Galles de rugby à XIII     | Championnat                     |
| Pologne              |                                                                        | Équipe de Pologne de rugby à XIII            | Championnat                     |
| Portugal             | Fédération                                                             | Équipe du Portugal de rugby à XIII           | néant                           |
| Russie               | Fédération                                                             | Équipe de Russie de rugby à XIII             | Championnat projet gelé en 2020 |
| Serbie-et-Monténégro | Fédération                                                             | Équipe de Serbie-Monténégro de rugby à XIII  | Championnat                     |
| Suède                |                                                                        | Équipe de Suède de rugby à XIII              |                                 |
| Tchéquie             | Fédération                                                             | Équipe de Tchéquie de rugby à XIII           | Championnat                     |
| Turquie              |                                                                        | Équipe de Turquie de rugby à XIII            | Championnat                     |
| Ukraine              |                                                                        | Équipe d'Ukraine de rugby à XIII             | Championnat                     |

## Océanie
Au niveau de la Fédération internationale, les équipes d'Océanie font partie du groupe « Asie Pacifique » comme toutes les équipes de l'Asie à l'exclusion de l'Arabie Saoudite et du Liban.
Comme la Nouvelle-Calédonie l'est avec la France, les Samoa américaines sont un territoire des États-Unis à statut particulier. L'île Norfolk, également, en tant que territoire australien.
| Pays                      | Fédération nationale | Équipe nationale masculine                          | Championnat national |
| Australie                 | Fédération           | Équipe d'Australie de rugby à XIII                  | Championnat          |
| Îles Cook                 | Fédération           | Équipe des Îles Cook de rugby à XIII                | Championnat          |
| Île Norfolk               |                      | Équipe de l'Ile de Norfolk de rugby à XIII (en)     |                      |
| Îles Salomon              |                      | Équipe des Salomon de rugby à XIII                  |                      |
| Fidji                     | Fédération           | Équipe des Fidji de rugby à XIII                    | Championnat          |
| Nouvelle-Zélande          | Fédération           | Équipe de Nouvelle-Zélande de rugby à XIII          | Championnat          |
| Nouvelle-Calédonie        | Ligue                | Équipe de Nouvelle-Calédonie de rugby à XIII        | Activité « gelée »   |
| Niue                      |                      | Équipe de Niue de rugby à XIII                      |                      |
| Papouasie-Nouvelle-Guinée | Fédération           | Équipe de Papouasie-Nouvelle-Guinée de rugby à XIII | Championnat          |
| Samoa                     | Fédération           | Équipe de Samoa de rugby à XIII                     | Championnat          |
| Samoa américaines         | Fédération           | Équipe des Samoa américaines de rugby à XIII (en)   | Championnat          |
| Tonga                     | Fédération           | Équipe de Tonga de rugby à XIII                     | Championnat          |
| Vanuatu                   | Fédération           | Équipe du Vanuatu de rugby à XIII                   |                      |

## Amérique
La Fédération Internationale de rugby à XIII, appuyée par des initiatives privées, s'est lancée dans une politique de développement du rugby à XIII en Amérique Latine, ce qui explique la liste ci-dessous à jour au mois mai 2018.
Au niveau de la Fédération internationale, les équipes américaines sont versées dans le groupe « Amériques » (Amérique au pluriel).
| Pays              | Fédération nationale     | Équipe nationale masculine              | Championnat national |
| Antilles          | Sélection transnationale | Équipe des Antilles de rugby à XIII     | sans objet           |
| Argentine         | Fédération               | Équipe d'Argentine de rugby à XIII      | Championnat          |
| Bolivie           |                          |                                         |                      |
| Brésil            | Fédération               | Équipe du Brésil de rugby à XIII        | Championnat          |
| Canada            | Fédération               | Équipe du Canada de rugby à XIII        | Championnat          |
| Chili             | Fédération               | Équipe du Chili de rugby à XIII         | Championnat          |
| Colombie          | Fédération               | Équipe de Colombie de rugby à XIII (en) |                      |
| Équateur          | Fédération               | Équipe d’Équateur de rugby à XIII (en)  |                      |
| Guyana            |                          |                                         |                      |
| Jamaïque          | Fédération               | Équipe de Jamaïque de rugby à XIII      | Championnat          |
| États-Unis        | Fédération               | Équipe des États-Unis de rugby à XIII   | Championnat          |
| Mexique           | Fédération               | Équipe du Mexique de rugby à XIII       | Tournois informels   |
| Nicaragua         | Fédération               | Équipe du Nicaragua de rugby à XIII     |                      |
| Pérou             | Fédération               | Équipe du Pérou de rugby à XIII         |                      |
| Salvador          | Fédération               | Équipe du Salvador de rugby à XIII      |                      |
| Trinité-et-Tobago | Fédération               |                                         |                      |
| Uruguay           | Fédération               | Équipe d'Uruguay de rugby à XIII        |                      |

## Afrique
La Fédération Internationale de rugby à XIII, appuyée par des initiatives privées, s'est lancée dans une politique de développement du rugby à XIII en Afrique, ce qui explique la liste ci-dessous à jour au mois d'avril 2018.
Au niveau de la Fédération internationale, les équipes africaines sont versées dans le groupe « Moyen-Orient Afrique ».
| Pays                             | Fédération nationale           | Équipe nationale masculine               | Championnat national |
| Afrique du Sud                   | Fédération                     | Équipe d'Afrique du Sud de rugby à XIII  | Championnat          |
| Burundi                          |                                |                                          |                      |
| Cameroun                         | Fédération                     | Équipe du Cameroun de rugby à XIII       | Tournoi informels    |
| Éthiopie                         | Fédération                     | Équipe d’Éthiopie de rugby à XIII        | Tournois informels   |
| Ghana                            | Fédération                     | Équipe du Ghana de rugby à XIII (en)     | Tournois informels   |
| Kenya                            | Fédération                     |                                          |                      |
| Maroc                            | Conflit juridique et politique | Équipe du Maroc du rugby à XIII          | Tournois informels   |
| Nigeria                          | Fédération                     | Équipe du Nigeria de rugby à XIII        | Tournois informels   |
| République démocratique du Congo | Fédération                     | Équipe de la RD du Congo de rugby à XIII | Tournois informels   |
| Sierra Leone                     | Fédération                     | Équipe du Sierra Leone de rugby à XIII   | Tournois informels   |

## Asie
Au niveau de la Fédération internationale, les équipes asiatiques font partie du groupe « Asie Pacifique », à l'exclusion de l'Arabie Saoudite et du Liban, qui font partie de la zone « Moyen-Orient-Afrique ».
| Pays                | Fédération nationale | Équipe nationale masculine                     | Championnat national |
| Arabie saoudite     | Conflit juridique    |                                                |                      |
| Émirats arabes unis | Conflit juridique    | Équipe des Émirats arabes unis de rugby à XIII | Conflit juridique    |
| Hong Kong           | Fédération           | Équipe de Hong Kong de rugby à XIII            | Championnat          |
| Inde                |                      |                                                |                      |
| Japon               | Fédération           | Équipe du Japon de rugby à XIII                | Néant                |
| Liban               | Fédération           | Équipe du Liban de rugby à XIII                |                      |
| Pakistan            |                      |                                                |                      |
| Philippines         |                      | Équipe des Philippines de rugby à XIII         |                      |
| Singapour           | Fédération           | Équipe de Singapour de rugby à XIII            | Néant                |
| Thaïlande           | Fédération           | Équipe de Thaïlande de rugby à XIII (en)       |                      |
| Vietnam             | Fédération           | Équipe du Viêt Nam de rugby à XIII             |                      |

## Particularismes du développement international du rugby à XIII

### Pratique du rugby à XIII et stratégies de développement
Seulement une vingtaine de pays ont réellement une pratique régulière du rugby à XIII, par l'organisation d'un championnat ou d'une coupe nationale annuelle dans le pays où il est pratiqué.
L'implantation au niveau national peut se faire de diverses façons, comme par la pratique du rugby à IX (Canada, Japon…) mais aussi au travers d'une forme de « communautarisme » très présent et très vigoureux en Australie: les dirigeants treizistes australiens essaient en effet de développer le rugby à XIII dans les différentes communautés qui composent l'Australie (Grecs, Hongrois, Italiens, Maltais, Portugais, etc.) afin de l'exporter vers le pays d'origine de ses immigrants ce qui a conduit à la création de certaines fédérations nationales à partir de l'Australie (Grèce, Italie, Malte…) et des équipes nationales composées principalement ou en partie d'« Heritage players ».
Au travers de cette démarche ils ont réussi à l'implanter dans des pays comme le Liban, et de mettre à leurs dispositions des joueurs qui possèdent déjà un bon niveau car jouant en NRL, championnat qui exerce une forte prégnance sur le XIII mondial.
L'Angleterre, autre nation majeure du rugby à XIII, semble avoir une tactique de développement assez différente de l'Australie mais aussi de son homologue « quinziste », parfois qualifiée de « conservatrice ». Dès les années 1950, elle ne s'est pas opposée à la création de la Coupe du Monde, et depuis ne s'est pas vraiment opposée aux initiatives d’intégrer dans des compétitions déjà existantes, voire celles organisées sur son sol, des équipes européennes en général, françaises en particulier. Ainsi des équipes non-britanniques disputent la Superleague, et la Challenge Cup (coupe d'Angleterre de rugby à XIII). Elle a également assoupli les règles contraignantes qu'elle avait imposées au début de l'intégration de ces équipes, comme les faire jouer systématiquement à l'extérieur, malgré le tirage du sort de ces équipes en premier au moment de la Challenge Cup. Cependant, en 2018, on assiste de nouveau à ce que l'on pourrait qualifier de « verrouillage » de la coupe d'Angleterre par la RFL : cette dernière exige des clubs français (Dragons catalans et Toulouse Olympique) et d'un club canadien, les Toronto Wolfpack, une caution pour le cas où ils atteindraient les phases finales de la compétition. Ceci pour compenser une éventuelle perte au niveau de la billetterie. Toulouse et Toronto refusent, mais les Catalans, après des négociations, acceptent son versement.
Par ailleurs, à défaut de s'appuyer sur le communautarisme, il y a parfois eu des tentatives en Europe de s'appuyer sur un certain « régionalisme » ; ce fut le cas avec l'expérience de l’Équipe de rugby à XIII de Catalogne, qui a disputé des matchs mais n'a pas dépassé le stade de quelques années d'existence.

### Un développement contrarié parfois par des blocages

#### Blocages externes
Dans certaines régions du monde, les autorités treizistes invoquent parfois une attitude hostile des fédérations quinzistes, des obstacles qui compliquent leur démarche d'implantation du sport. Ce fut le cas pour le Maroc, l'Arabie Saoudite, ou l'Argentine. Cette attitude ayant même conduit à l'arrestation du responsable du rugby à XIII dans les Émirats Arabes Unis, car la fédération de rugby à XV locale contestait l'utilisation du terme«  rugby » et revendiquait en conséquence le monopole de l'organisation de toute rencontre de ballon ovale. L'exemple d'opposition la plus dramatique étant bien entendu celle de l'interdiction du rugby à XIII en France sous le régime de Vichy. Si aujourd'hui cette interdiction appartient à l'histoire, force est de constater que les autorités françaises n'apportent aucun soutien, même symbolique, au rugby à XIII. Seules certaines collectivités locales affichent leur soutien.
Parfois, il n'y a pas de conflit concret, mais plutôt une hostilité de principe affichée par les autorités quinzistes locales. C'est le cas à l'occasion de la réception par l'Espagne de l'Irlande au cours de l'automne 2019. Le modeste club « quinziste » local de Jaén prend l’initiative de publier sur Facebook un message invitant les spectateurs à ne pas faire la confusion avec un match disputé par l'équipe de rugby à XV nationale et en profite pour dénigrer le rugby à XIII en indiquant qu'« il est dommageable que l’administration locale dépense de l’argent dans un sport sans implantation ni racine, non pas seulement dans notre province, sinon même pas dans notre région »(sic). Le site retire finalement la page incriminée au vu les commentaires indignés des internautes.

#### Conflits internes
Mais beaucoup plus rarement, il arrive que le blocage intervienne à cause du conflit entre deux instances treizistes concurrentes sur le même territoire. En 2019, on apprend ainsi dans les médias que la qualification de la Grèce pourrait être remise en cause en raison d'un conflit administratif interne au pays. En effet, le rugby à XIII est organisé en deux fédérations, l'une officielle, reconnue par les institutions grecques, la fédération hellène de rugby à XIII (FHRXIII) et l'autre officieuse, l'Association grecque de rugby à XIII (AGRXIII), reconnue par la fédération internationale de rugby à XIII (RLEF). La première a perdu son statut de membre de la RLEF en avril 2016 en raison de son inactivité, la seconde est en revanche reconnue par les instances internationales treizistes en mars 2017 comme membre observateur: elle organise un championnat régulier et dispose d'une sélection pour rencontrer les équipes nationales. Cependant, en raison des actions juridiques entreprises par la fédération officielle, les rencontres de rugby à XIII sont jouées clandestinement, la police étant même intervenue lors d'un match de la Balkan Super League au mois de juin 2018, a commencé en avril 2015 et son absence de résolution d'ici le mois de mai 2019 pourrait empêcher la Grèce de disputer son match éliminatoire face à la Norvège. Le conflit entre les deux fédérations, qui auraient une origine politique.

### Des points à améliorer?

#### Une neutralité des arbitres à mettre en place au niveau international
La neutralité des arbitres, ou plutôt le fait qu'un arbitre ne doit pas être ressortissant d'un pays qui dispute la rencontre pour laquelle il doit officier, n'est pas assurée. Celle-ci n'a pas encore été instituée dans toutes les compétitions internationales et il n'existe pas pour le moment de tentative d'uniformiser l'arbitrage. Par exemple, lors de la coupe du monde de 2017, aucun arbitre français ou d'un pays francophone n'a officié, et les arbitres étaient issus de trois nations seulement sur les quatorze participantes. Une situation corrigée lors de la coupe du monde de 2021, avec notamment la désignation de Benjamin Casty.

#### Un nombre insuffisant de test-matchs
Enfin, et cela fut notamment critiqué par de grands joueurs ayant connu les deux rugby comme Jason Robinson, le nombre de test-matchs disputés à XIII entre les nations et bien moindre à XIII qu'à XV. En tout cas pour faire une comparaison avec de grandes nations dans les deux sports comme l'Angleterre. Des personnalités comme l'entraineur de l'équipe d'Angleterre, Wayne Bennett, demandant à la RLIF de développer une stratégie tendant vers plus « d'action internationale ».